# Ларрі Сіцкі
Ларрі Сіцкі, AM (англ. Larry Sitsky, повне ім'я — Лазарус Сіцкі, англ. Lazarus Sitsky; 10 вересня 1934, Тяньцзінь, Китай) — австралійський композитор і піаніст. 
У 1958 році закінчив Державну консерваторію Нового Південного Уельсу у Сіднеї, у 1959—61 роках займався у Сан-Франциській консерваторії по класу фортепіано у Е. Петрі. Композицію вивчав самостійно. У 1961—65 роках викладав гру на фортепіано у Квінслендській державній консерваторії, читав також лекції з сучасної музики в університеті Квінсленда, професор по класу фортепіано Вищої музичної школи у Канберрі (з 1966 року). Гастролював за кордоном (у 1978 році відвідав СРСР). Автор ряду статей.
У 2000 році нагороджений орденом Австралії.
Твори
- опери — Падіння дому Ешер (Fall of the house of Usher, за однойменною новелою Едгара По, 1965, Хобарт (Тасманія)), Ленц (1972);
- телевізійний балет Темний притулок (The dark refuge, 1964);
- твори для оркестру, у тому числі симфонія для 10 інструментів (1964), Пам'яті Стравінського (Homage to Stravinsky, 1968);
- концерти з оркестру — для 2 фортепіано (1967), для скрипки (1970), для квінтету духових (1970), для квартету духових (1971);
- камерно-інструментальні ансамблі;
- твори для фортепіано;
- хори;
- пісні.